# Loharu
Lohāru är en ort i Indien.   Den ligger i distriktet Bhiwani och delstaten Haryana, i den norra delen av landet, 140 km väster om huvudstaden New Delhi. Lohāru ligger 275 meter över havet och antalet invånare är 12 410.